# Montesilvano
Montesilvano és un municipi italià, situat a la regió dels Abruços i a la província de Pescara. L'any 2005 tenia 44.687 habitants.